# Marina Aleksandrova
Marina Andreevna Pupenina (nacida el 29 de agosto de 1982), conocida bajo el seudónimo Marina Aleksandrova, es una actriz y modelo rusa. Es conocida por su papel de Catalina la Grande en la miniserie "Ekaterina".

## Biografía
Marina nació en  Kiskunmajsa, en Hungría. Su padre, Andrei Pupenin sirvió en el ejército soviético, situado en Hungría, y su madre trabajaba como profesora en la Universidad Herzen.
En 1986, su familia se mudó al Lago Baikal, luego a TUla, finalmente estableciéndose en Leningrad (ahora San Petersburgo) en 1987. En 1996 se unió a la escuela de teatro, y después de graduarse especializada en Matemáticas y Música en 1996 se unió a la Escuela de Teatro Shukin.
Desde 2006 al 2011, Marina fue una actriz para el teatro "Sovremennik".

## Vida personal

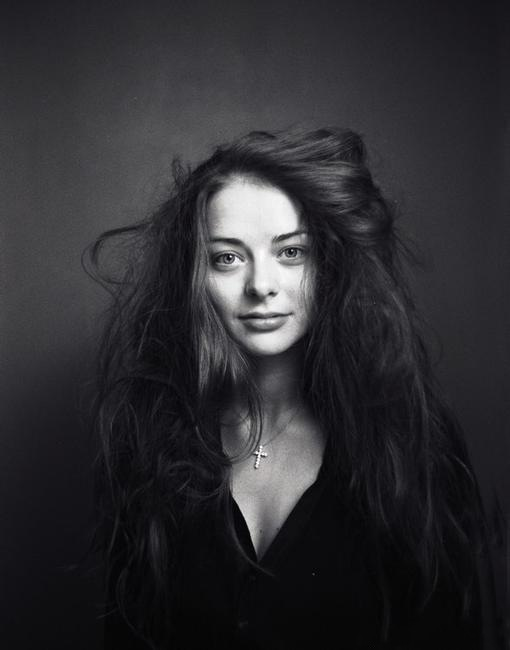
Fotografía de Marina Aleksandrova tomada por Alexey Nikishin, 2008.

El 7 de junio de 2008, se casó con el actor Ivan Stebunov. Se divorciaron en 2010. Después de eso, Marina tuvo una relación con el actor Alexandr Domogarov. 
Su actual pareja es Andrey Boltenko. El 11 de julio de 2013 dio a luz a un niño, llamado Andreey. El 26 se septiembre de 2015, tuvo una niña, Yekaterina.

## Filmografía
| Año  | Título                                                              | Papel                          | Notas                  |
| ---- | ------------------------------------------------------------------- | ------------------------------ | ---------------------- |
| 1992 | Weather Is Good on Deribasovskaya, It Rains Again on Brighton Beach | Niña                           |                        |
| 2000 | Empire under Strike                                                 | Maria Stolypina                | Película de televisión |
| 2001 | Aurora Borealis                                                     | Anya                           |                        |
| 2001 | Azazel                                                              | Lizanka von Evert–Kolokoltseva | Película de televisión |
| 2002 | El médico a palos                                                   | Mujer                          | Película de televisión |
| 2002 | Leading Role                                                        | Marina                         | Serie de televisión    |
| 2002 | The Thief                                                           | Yulia Balashova                | Serie de televisión    |
| 2003 | An Ancient Tale: When the Sun Was a God                             | Dziwa                          |                        |
| 2003 | Poor Nastya                                                         | María de Hesse-Darmstadt       | Serie de televisión    |
| 2004 | La fonte des neiges                                                 | Léna                           | Película de televisión |
| 2004 | Viola Tarakanova                                                    | Tomocka                        | Serie de televisión    |
| 2004 | The Nutcracker                                                      | Masha (voz)                    |                        |
| 2005 | Schastye ty moye                                                    | Polina Gayvoronskaya           | Serie de televisión    |
| 2005 | Zvezda epokhi                                                       | Valentina Sedova               | Miniserie              |
| 2005 | Lybovy k tebe kak bedstvie                                          | Ella misma                     |                        |
| 2006 | The Last Armoured Train                                             | Toma                           |                        |
| 2006 | Transit                                                             | Mujer                          |                        |
| 2008 | Street Racer                                                        | Chica de Doker                 |                        |
| 2009 | The Weather Station                                                 | Irina                          | Post-producción        |
| 2009 | Saka no Ue no Kumo                                                  |                                | Serie de televisión    |
| 2011 | The Rules of the Masquerade (Pravila Maskerada)                     | Anya                           | Miniserie              |
| 2014 | Ekaterina                                                           | Catalina II de Rusia           | Miniserie              |
| 2017 | Ekaterina 2                                                         | Catalina II de Rusia           | Miniserie              |